# 農村総合整備モデル事業
農村総合整備モデル事業（のうそんそうごうせいびモデルじぎょう）とは、1973年から農林水産省が農村の生活環境と農業生産基盤の整備を同時に行う目的で発足させたモデル事業のことである。
事業内容は、（1）農業生産基盤整備事業、（2）農村環境基盤整備事業、（3）農村一帯農地施設整備　の3種に大別される。事業実施に際しては、市町村が総合整備計画を作成したうえで、総合的な事業が農業振興地域を対象に推進される。